# TV Tennis Electrotennis
Das TV Tennis Electrotennis (kurz meist TV Tennis oder Electrotennis genannt, jap. テレビテニス, Hepburn: Terebitenisu, nicht zu verwechseln mit dem Television Tennis) ist eine stationäre Spielkonsole der ersten Generation, die vom japanischen Spielzeug- und Konsolenhersteller Epoch-sha am 12. September 1975 in Zusammenarbeit mit Magnavox ausschließlich in Japan veröffentlicht wurde. Der Neupreis der Konsole betrug ca. 19.000 Yen. Die Angaben zu den Gesamtverkaufszahlen schwanken; laut einigen Quellen verkaufte sich das System bis zur Einstellung im Jahr 1984 etwa 10.000 Mal und nach anderen rund 3 Millionen Mal. Weil auf jeder Verpackung der Konsole eine fünfstellige Seriennummer zu finden ist, kann jedoch eher von 10.000 Einheiten ausgegangen werden. Es war die erste Spielkonsole überhaupt, die in Japan veröffentlicht wurde. Im ersten Jahr wurden rund 5.000 Einheiten abgesetzt. Nachfolger des TV Tennis Electrotennis ist das TV Game System 10 aus dem Jahr 1977.

## Übersicht
Das System ist in einem großen hellroten Gehäuse untergebracht. Die Bedienelemente (Paddles) sind direkt an der Konsole angebracht und nicht abnehmbar. In der Mitte des Gehäuses befindet sich ein analoger Punktezähler. Außerdem ist das TV Tennis Electrotennis die einzige Spielkonsole, die über eine kabellose Verbindung zum TV-Gerät über ein analoges Antennensignal verfügt.